# 塞斯納天空大師

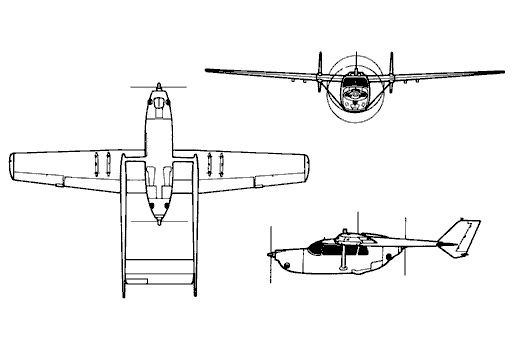
Cessna O-2 Skymaster

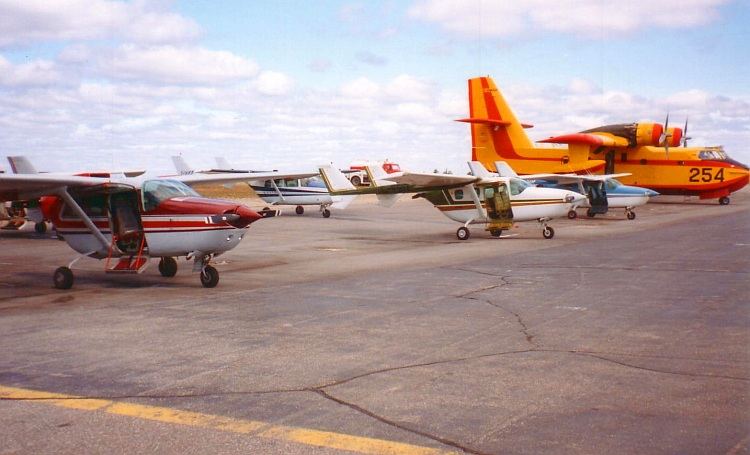
Cessna 337 ,1996.

塞斯納天空大師（英語：Cessna Skymaster）是美國西斯納飛機公司出品的系列民用飛機，採用獨特的雙反軸螺旋槳，民用市場外銷多國。Reims公司也在法國生產授權歐洲型。
本系列機於1950年代設計，1961年開始籌劃量產336型，1965年較大的337型上線，之後20年間推出多種改型，最終共計銷售出2993架民用版和500多架軍用O-2版偵察機，本系列機有便宜可靠的風評，所以不少預算吃緊的國家也當成軍用小運輸機和偵察機使用。

## 型號
- 327 小天空大師
- 336 天空大師
- 337 超級天空大師，A-H共八種改型
- O-2 A/B/T 軍用型三款
- P337G 渦輪發動機型
- T337H-SP

## 外部連結
- 塞斯納製造商首頁 （页面存档备份，存于）